# Santuario di Sant'Euseo
Il santuario di Sant'Euseo, risalente al XVI secolo, sorge a Serravalle Sesia ed è consacrato a Euseo di Serravalle, santo nato nel paese, noto per il suo ritiro in un eremo e spesso raffigurato nelle immagini delle chiese del Piemonte nell'umile gesto di riparare calzature.

## Descrizione
È preceduto da un'alta e movimentata scalinata che esalta la vista di un complesso scenografico, di impianto prevalentemente seicentesco. Presenta una facciata di stile neoclassico il cui pronao si appoggia su capitelli corinzi e colonne di marmo nero. L'interno si presenta a tre navate, di costruzione cinquecentesca, ma poi ampliato e decorato in epoca barocca ed arricchito di affreschi tardo barocchi; la statua lignea del santo, intagliata da Francesco Vinmera, è posta dietro l'altare; nella cripta, sono conservate le spoglie di Sant'Euseo, collocate in un'urna lignea. L'organo, opera dei fratelli Giuseppe Maria e Giovanni Antonio Ragozzi, risale al 1748.